# Саравия, Ренцо
Ре́нцо Сара́вия (исп. Renzo Saravia; род. 16 июня 1993, Вилья-де-Мария, Кордова) — аргентинский футболист, защитник клуба «Атлетико Минейро». Выступал за сборную Аргентины.

## Клубная карьера
Саравия — воспитанник клуба «Бельграно». 4 мая 2013 года в матче против «Унион Санта-Фе» он дебютировал в аргентинской Примере. Летом 2017 года Ренцо на правах аренды перешёл в «Расинг» из Авельянеды. 5 ноября в матче против «Тальерес» из Кордовы он дебютировал за новый клуб. Летом 2018 года после окончания аренды «Расинг» выкупил трансфер игрока за 850 тыс. евро.

## Международная карьера
8 сентября 2018 года в товарищеском матче против сборной Гватемалы Саравия дебютировал за сборную Аргентины.
Летом 2019 года Саравия принял участие в Кубке Америки 2019 в Бразилии. На турнире он сыграл против сборных Колумбии и Катара.